# خوسيه لويس فيليغاس منديز
خوسيه لويس فيليغاس منديز هو سياسي مكسيكي، ولد في 14 أغسطس 1976 في ولاية غواناخواتو في المكسيك. نشط حزبياً في حزب العمل الوطني. وقد انتخب عضو مجلس النواب المكسيك ‏.